# ويكيبيديا السوندية
ويكيبيديا السوندية (السوندية:Wikipédia basa Sunda) هي النسخة السوندية من موسوعة ويكيبيديا.

## الإحصائيات
| عدد المستخدمين المسجلين | عدد المستخدمين النشيطين | عدد المقالات | صفحات المحتوى | عدد التعديلات | عدد الملفات المرفوعة | عدد الإداريين |
| ----------------------- | ----------------------- | ------------ | ------------- | ------------- | -------------------- | ------------- |
| 33٬343                  | 74                      | 61٬992       | 99٬213        | 676٬915       | 421                  | 7             |